# Dommuseum Hildesheim

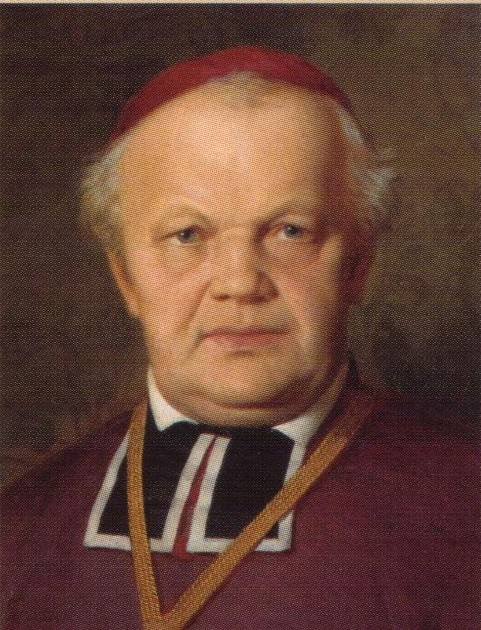
Bischof Eduard Jakob Wedekin führte dem Dommuseum seine umfangreiche Kunstsammlung zu.

Das Dommuseum Hildesheim ist die Domschatzkammer und das Diözesanmuseum des Bistums Hildesheim. Der Domschatz ist Teil des UNESCO-Weltkulturerbes. Es befindet sich in historischen Räumen um den Kreuzgang des Doms. Das Dommuseum veranschaulicht über 1000 Jahre Kirchen-, Kunst- und Frömmigkeitsgeschichte im niedersächsischen Raum.

## Ausstellung
Der Hildesheimer Domschatz ist eine über Jahrhunderte gewachsene Sammlung liturgischer Gefäße, Reliquiare, Gewänder, Bücher und Bildwerke von höchster Qualität. Die sogenannte Große Goldene Madonna, ein Werk der Romanik, gilt als eine der ältesten Marienfiguren der abendländischen Kunst. Das Hildesheimer Marienreliquiar reicht bis in die Frühzeit des Bistums zurück und wird mit der Gründungslegende des Doms in Verbindung gebracht. Besonders kostbare Stücke, darunter das mit Gemmen reich verzierte Bernwardskreuz, das Kostbare Bernwardevangeliar und das Ringelheimer Kreuz, entstanden in der Blütezeit des Bistums unter Bischof Bernward († 1022), das Ratmann-Sakramentar von 1159 im Zusammenhang mit dessen beginnender Heiligenverehrung. Ein Büsten- und ein Armreliquiar des hl. Bernward stammen aus dem 13. Jahrhundert. Aus dem Barock stammen prachtvolle Monstranzen und weitere Gold- und Silberschmiedearbeiten. Mehrere dieser Kunstschätze werden bis heute bei hochfestlichen Anlässen in der Domliturgie verwendet.
Die Artemisia-Gobelins kamen 1727 in den Besitz der Domkirche. Sie wurden bis 2015 restauriert und erhielten im wiedereröffneten Museum einen eigenen Saal.

## Geschichte
Zum Diözesanmuseum, das kirchliche Kunst aus dem ganzen Bistum und darüber hinaus vereinigt, wurde das Dommuseum durch das Wirken Bischof Eduard Jakob Wedekins († 1870). Er brachte vor allem gotische Arbeiten aus den Pfarreien und aus seinem Privatbesitz in die Domsammlung ein und veranlasste die sachgerechte Aufbewahrung und Ausstellung.
Im Zuge der Domsanierung wurde das Dommuseum von 2010 bis 2015 erweitert und vollständig umgestaltet. Die profanierte Antoniuskirche und Teile des Kreuzgangs wurden den Museumsräumen hinzugefügt. Dadurch wuchs die Ausstellungsfläche von 200 m² auf 800 m², so kann das Museum nun einen weit größeren Teil seines Fundus zeigen als zuvor. In einem an die Antoniuskirche angebauten Neubau ist der Domlettner aus der Zeit der Renaissance aufgestellt. Im Untergeschoss ist die bei der Sanierung freigelegte Bernwardsmauer zu sehen. Außerdem wurde ein gotisches Vierpassfenster gefunden, es wurde ebenfalls in die Ausstellung integriert. Die feierliche Wiedereröffnung fand am 17. April 2015 statt.
Architekt des neuen Dommuseums ist Johannes Schilling vom Kölner Büro Schilling Architekten. Andreas Platthaus nannte die Konzeption des Dommuseums ein „Meisterstück“ und einen „Geniestreich, der weit über das Jubiläumsjahr und die Stadt hinaus zu wirken verspricht“.
Nach der Wiedereröffnung werden neben den historischen Kunstgegenständen erstmals auch zeitgenössische Kunstwerke ausgestellt, schwerpunktmäßig Graphiken und Skulpturen im Bereich Bronzeguss. 2018 wurde das Museum mit dem Museumsgütesiegel des Museumsverbands Niedersachsen und Bremen e. V. ausgezeichnet.

### Leitung
- 1993–2015: Michael Brandt
- 2015–2025: Claudia Höhl

- seit 2025: Felix Prinz

### Ausstellungsstücke
In den einzelnen Ausstellungsbereichen sind folgendes Exponate (Auswahl) zu sehen:
- Raum 01 / Kreuzgang: Grabplatten, Wappentafeln, Epitaphe
- Raum 02 / Eingangsraum: Bild „Die Predigt Johannes des Täufers“
- Raum 03 / Gobelin-Saal: sechs Tapisserien der antiken Fürstin Artemisia, Kopie des Marienreliquiars (Original in der Domkrypta) und die „Große goldene Madonna“, eine der ältesten vollplastischen Mariendarstellungen des Mittelalters
- Raum 04 / Wrisberg-Raum: dreiteiliges „Wrisberg-Epitaph“ und das „Wessobrunner Gebet“, einer der ältesten (vor 814) Texte in deutscher Sprache
- Raum 05 / Ritter-Saal: Liturgische Gefäße, Kruzifixe und Kreuze, Ringelheimer Kreuz, Krümmen, Reliquienbehälter, Messgewänder
- Raum 06 / END: Reliquien
- Raum 07 / Kreuze: das „Große Bernwardkreuz“, die Hauptreliquie des Klosters St. Michael, das Kreuz des Malers Arnulf Rainer
- Raum 08 / Bernward: Kreuze, Leuchter, Kasel, Stab und Evangeliar des heiligen Bernward (reg. 993 bis 1022)
- Raum 09 / Reliquiare: Reliquiare in verschiedensten Formen
- Raum 10 / Godehard: liturgische Kleidung, Becher und Monstranz des Bischofs Godehard (reg. 1022 bis 1038)
- Raum 11 / Lettner-Saal: ehemaliger Lettner des Doms
- Raum 12 / Archäologische Zone: Münzen, Ziegel, Mauer und Fußbodenfragment aus der Zeit Bernwards

## Galerie

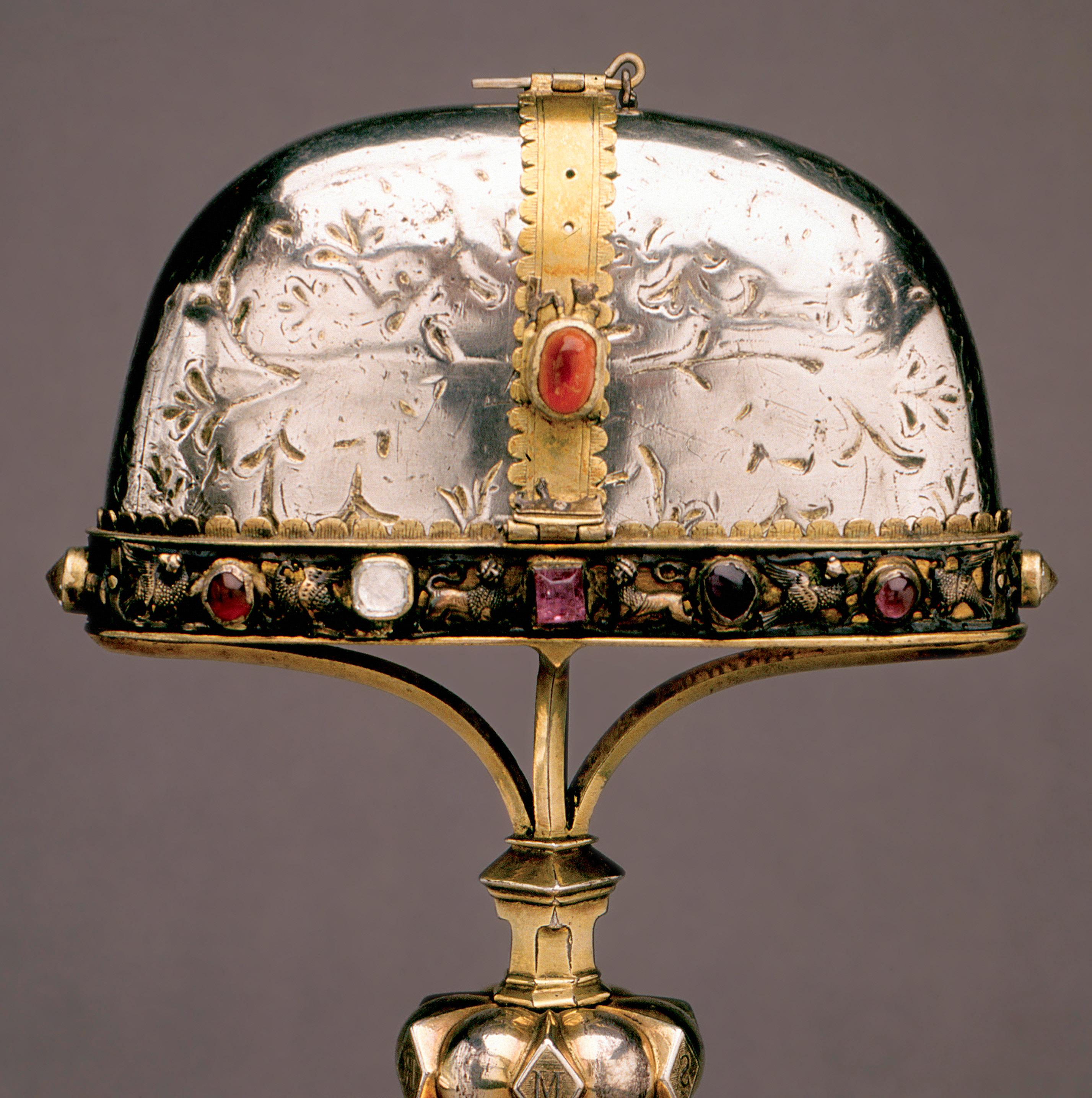
Das Marienreliquiar hat durch sein Alter und seine Bedeutung für die Bistumsgeschichte eine Sonderstellung.
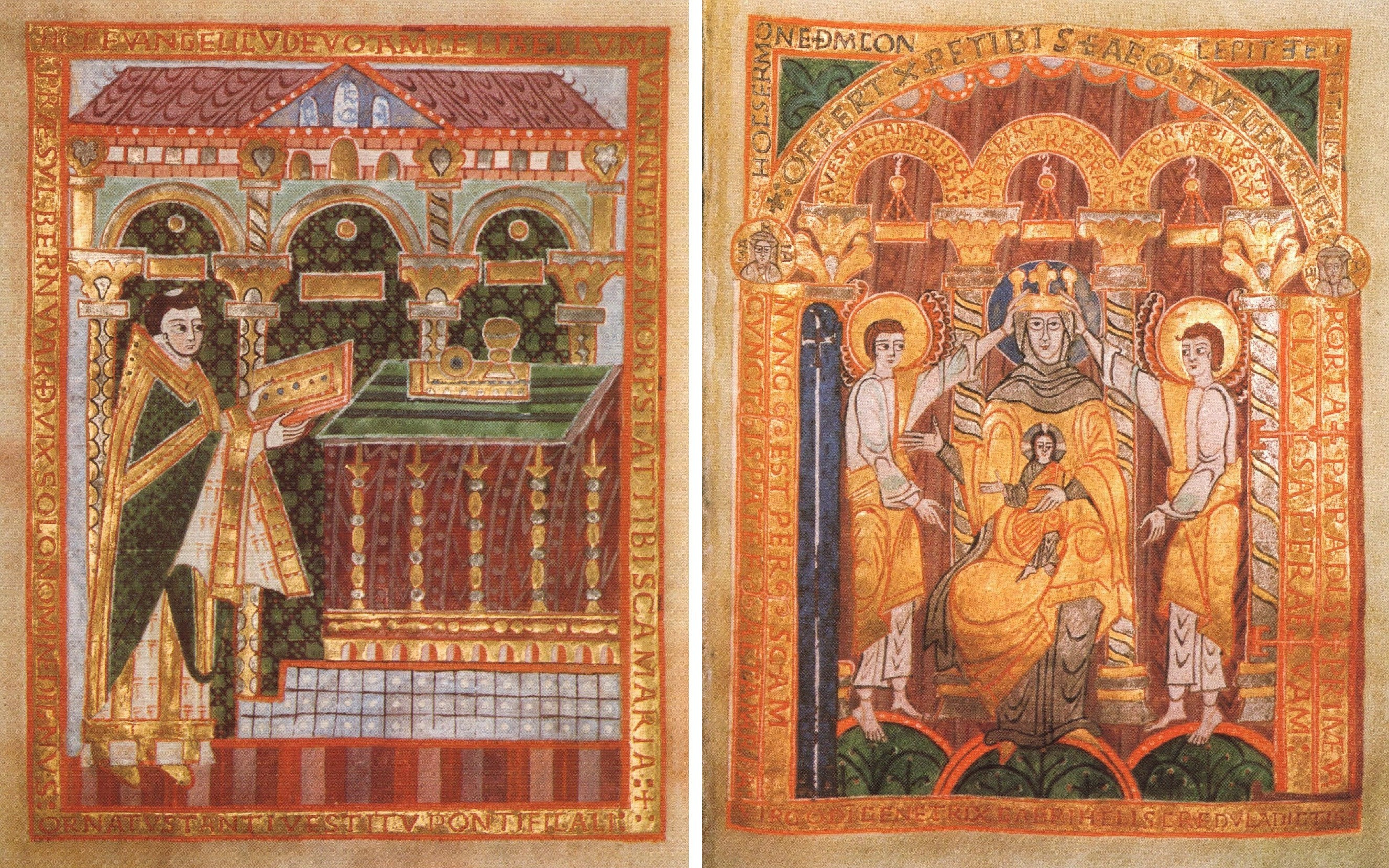
Das Kostbare Evangeliar Bischof Bernwards (hier das Widmungsbild) gehört zu den großen Zeugnissen der bernwardinischen Kunst.
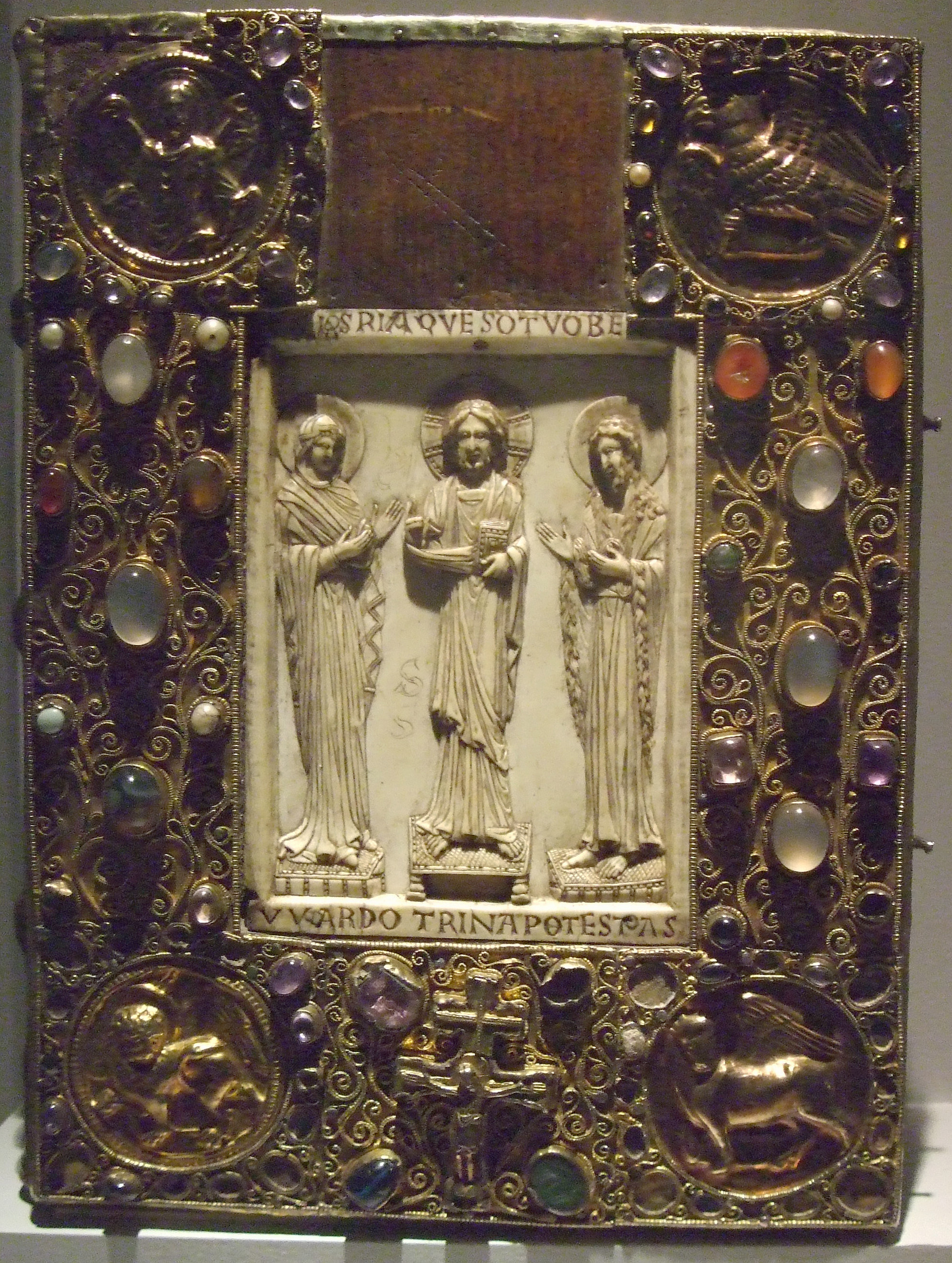
Vorderer Einbanddeckel des „Kostbaren Bernwardevangeliars“
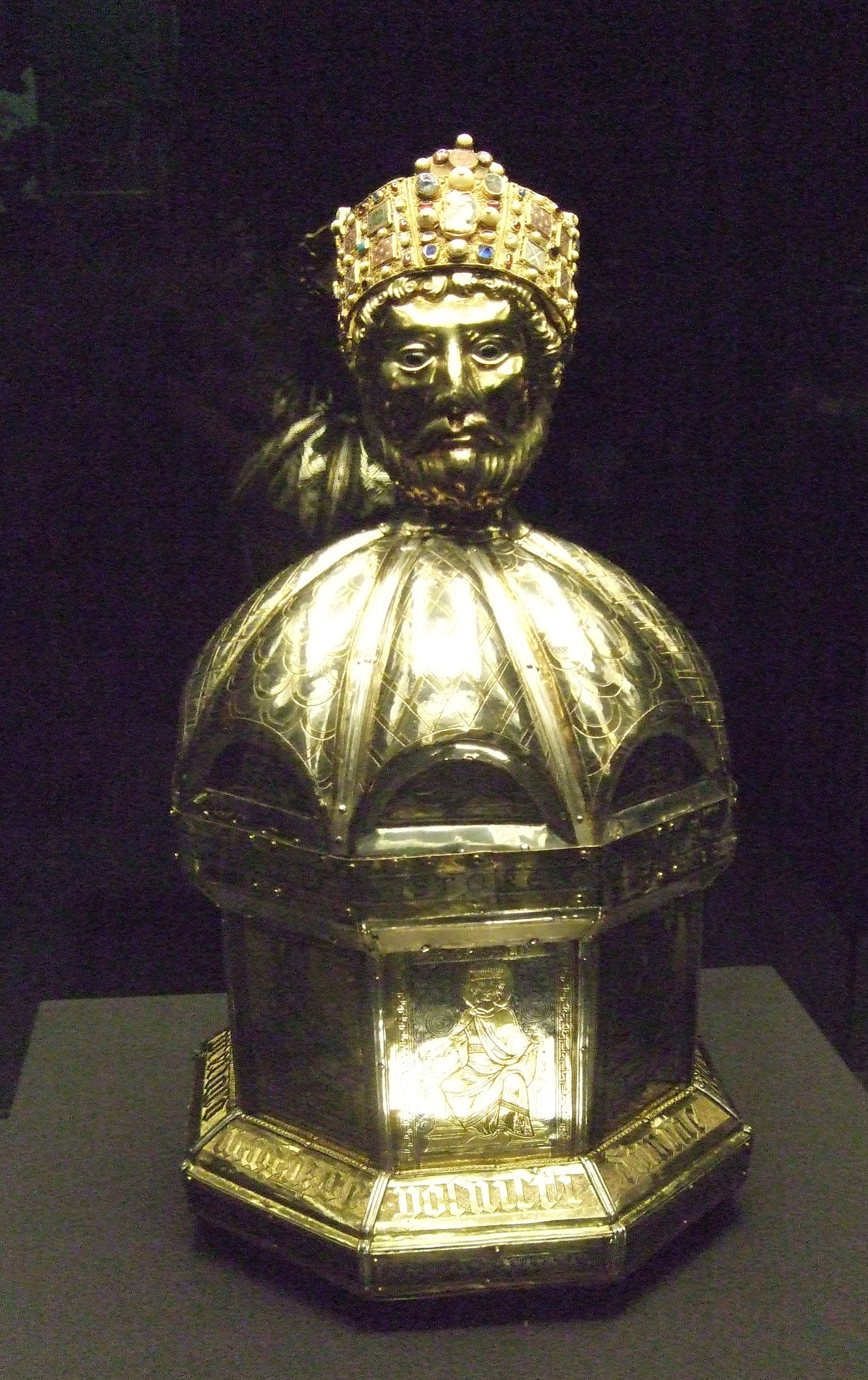
Kopfreliquiar des heiligen Oswald[8], Hildesheim etwa 1185–1189, Dommuseum Hildesheim DS23
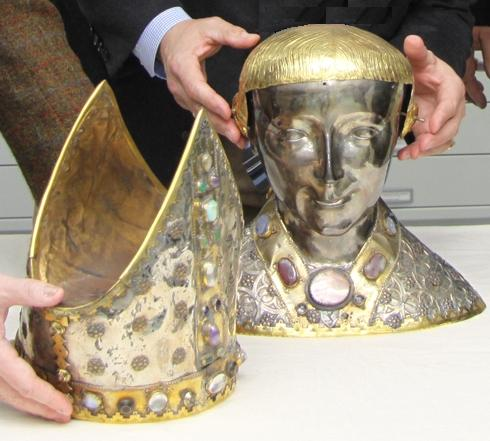
Kopfreliquiar des hl. Jakob von Nisibis, Hildesheim nach 1367 (Schlacht von Dinklar)